# جاك ميخائيل موريلو
جاك ميخائيل موريلو (بالإنجليزية: Jack Michael Morillo)‏ (26 أكتوبر 1986 بسانتو دومينغو في جمهورية الدومينيكان - ) هو لاعب كرة قدم دومينيكي في مركز الهجوم. شارك مع منتخب جمهورية الدومينيكان لكرة القدم. أما مع النوادي، فقد لعب مع Atlético Pantoja ‏.

## وصلات خارجية
- جاك ميخائيل موريلو على موقع الاتحاد الدولي (مؤرشف)  (الإنجليزية)
- جاك ميخائيل موريلو على موقع قاعدة بيانات كرة القدم.إي يو (الإنجليزية)
- جاك ميخائيل موريلو على موقع ناشيونال فوتبول تيمز (الإنجليزية)